# 2001
- Wikisource

| Calendário gregoriano                                                        | 2001 MMI                            |
| Ab urbe condita                                                              | 2754                                |
| Calendário arménio                                                           | 1451 – 1452                         |
| Calendário bahá'í                                                            | 157 – 158                           |
| Calendário budista                                                           | 2545                                |
| Calendário chinês                                                            | 4697 – 4698 Início a 24 de janeiro  |
| Calendário copta                                                             | 1717 – 1718                         |
| Calendário etíope                                                            | 1993 – 1994                         |
| Calendários hindus - Vikram Samvat - Calendário nacional indiano - Cáli Iuga | 2056 – 2057 1922 – 1923 5101 – 5102 |
| Calendário Holoceno                                                          | 12001                               |
| Calendário islâmico                                                          | 1422 – 1423                         |
| Calendário judaico                                                           | 5761 – 5762 Início a 18 de setembro |
| Calendário persa                                                             | 1379 – 1380 Início a 21 de março    |
| Calendário rúnico                                                            | 2251                                |
| Calendário solar tailandês                                                   | 2544                                |

2001 (MMI, na numeração romana) foi um ano comum do século XXI que começou numa segunda-feira, segundo o calendário gregoriano. A sua letra dominical foi G. A terça-feira de Carnaval ocorreu a 27 de fevereiro e o domingo de Páscoa a 15 de abril. Segundo o horóscopo chinês, foi o ano da Serpente, começando a 24 de janeiro.

| Evento                                                   | Data            | Hora  |
| -------------------------------------------------------- | --------------- | ----- |
| Aquário                                                  | 20 de janeiro   | 00:17 |
| Peixes                                                   | 18 de fevereiro | 14:28 |
| primavera no hemisfério norte e outono no hemisfério sul |                 |       |
| Carneiro/equinócio                                       | 20 de março     | 13:31 |
| Touro                                                    | 20 de abril     | 00:36 |
| Gémeos                                                   | 20 de maio      | 23:45 |
| verão no hemisfério norte e inverno no hemisfério Sul    |                 |       |
| Caranguejo/solstício                                     | 21 de junho     | 07:38 |
| Leão                                                     | 22 de julho     | 18:27 |
| Virgem                                                   | 23 de agosto    | 01:28 |
| Outono no Hemisfério Norte e Primavera no Hemisfério Sul |                 |       |
| Balança/equinócio                                        | 22 de setembro  | 23:05 |
| Escorpião                                                | 23 de outubro   | 08:26 |
| Sagitário                                                | 22 de novembro  | 06:01 |
| inverno no hemisfério norte e verão no hemisfério sul    |                 |       |
| Capricórnio/solstício                                    | 21 de dezembro  | 19:22 |

| UTC: Portugal Continental, Madeira, Guiné-Bissau e São Tomé e Príncipe Subtrair (-): 1 h nos Açores e Cabo Verde 2 h nas Ilhas oceânicas brasileiras 3 h em Brasília, em Goiás, na Amazônia Oriental Brasileira e no nordeste, sudeste e sul brasileiros 4 h na Amazônia Ocidental Brasileira, Mato Grosso e Mato Grosso do Sul 5 h no Acre e sudoeste do Amazonas Adicionar (+): 1 h em Angola e Guiné Equatorial 2 h em Moçambique 8 h em Macau 9 h em Timor-Leste. |
| Adicionar uma hora durante a vigência do horário de verão: Portugal Continental : De 25 de março a 28 de outubro de 2001 |

| Ano completo                         |
| ------------------------------------ |
| Ano comum com início à segunda-feira |

Foi designado como:
- Ano Internacional do Voluntário.[1][2]
- Ano do Diálogo entre as Civilizações.[3]
- Ano Internacional da Mobilização contra o Racismo, Discriminação Racial, Xenofobia e Todas as Formas de Intolerância.[4][5]

## Eventos
- Construção da pedra do altar de Nossa Senhora do Rosário na Sé Catedral de Angra do Heroísmo.[6]
- Feito o desenho em calçada portuguesa no adro da Sé Catedral de Angra do Heroísmo com o Brasão de Armas da Diocese.[6]

### Janeiro

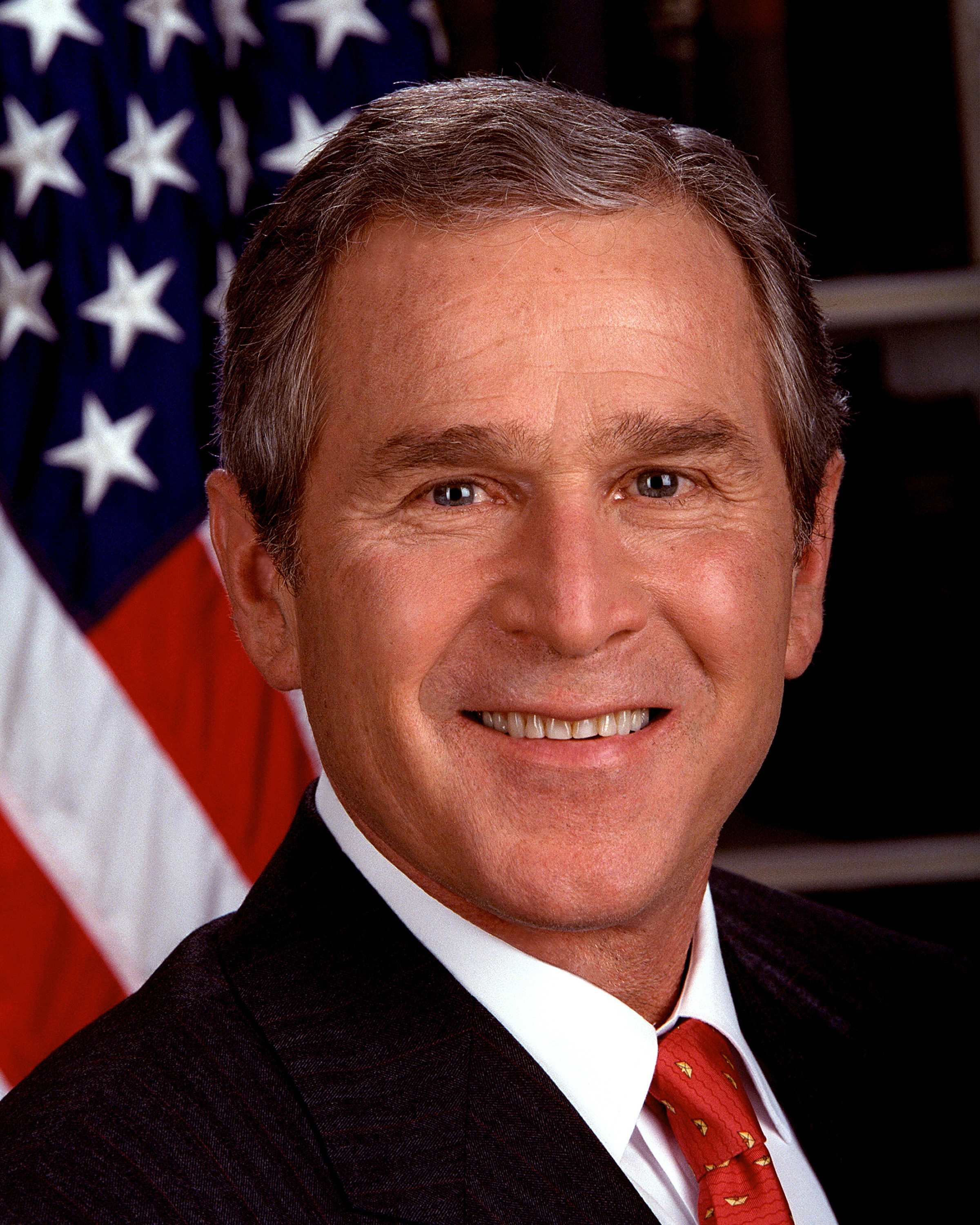
20 de Janeiro - George W. Bush toma posse como presidente dos Estados Unidos.

- 1 de janeiro - Início do terceiro milênio da nossa era.
- 10 de janeiro - O provedor de internet AOL compra o conglomerado de mídia Time Warner, criando a maior fusão de mídia da história.[7]
- 11 de janeiro - Incêndio destrói o cenário do programa Xuxa Park, da TV Globo, ferindo seriamente algumas crianças da plateia e um dos seguranças da apresentadora. Não houve vítimas fatais.[8][9]
- 15 de janeiro - Lançamento da Wikipédia.
- 20 de janeiro - George W. Bush, de 54 anos, toma posse da presidência dos Estados Unidos.[10][11][12]
- 26 de janeiro - Um terremoto de 7,9 pontos na escala Richter atinge o noroeste da Índia, deixando pelo menos 2 250 mortes.[13][14]
- 29 de janeiro - É decretada a prisão domiciliar do ex-ditador chileno Augusto Pinochet, um dos responsáveis pelo assassinato de milhares de pessoas durante a repressão em seu país, depois de depor o presidente Salvador Allende, que se suicidou.[15][16]

### Fevereiro
- 2 de fevereiro - O boato da doença da vaca louca faz com que os Estados Unidos e Canadá suspendam a importação de carne brasileira.[17][18]
- 6 de fevereiro - O líder do partido Likud, Ariel Sharon, é eleito primeiro-ministro de Israel ao vencer o premiê trabalhista, Ehud Barak.[19][20]
- 15 de fevereiro - Tropas russas começam a retirada da Tchetchénia.[21][22]
- 18 de fevereiro - Acontece a maior rebelião de presos do Brasil, com cerca de 23 500 adeptos, em 25 estabelecimentos penais do estado de São Paulo.[23][24][25][26][27]
- 27 de fevereiro - A destruição das estátuas dos Budas, no Afeganistão é defendida pelo líder talibã Mohammed Omar.[28]

### Março
- 4 de março - Queda da ponte Hintze Ribeiro em Entre-os-Rios causando morte a 59 pessoas.[29][30][31]
- 7 de março - Ariel Sharon toma posse do cargo de primeiro-ministro de Israel.[32]
- 10 de março - Fundada a Free Software Foundation Europe.
- 15 de março - Três explosões destroem a Plataforma P-36, pertencente à Petrobras, na Bacia de Campos.[33][34][35][36][37][38]
- 23 de março - Mir, a estação espacial russa, cai no Oceano Pacífico.[39][40][41]

### Abril
- Aviões dos Estados Unidos e do Reino Unido bombardeiam o sul do Iraque.[42][43]
- Aos 60 anos, Dennis Tito torna-se o primeiro turista espacial ao partir na nave russa Soyuz-TM32.[44][45][46]
- 1 de abril - O ex-presidente iugoslavo Slobodan Milosevic é preso e julgado por crimes de guerra contra a humanidade.[47][48][49]
- 5 de abril - No Brasil, é anunciado o plano de redução em 10% do consumo de energia elétrica, durante um racionamento que ficou conhecido como “apagão”.[50][51]
- 19 de abril - Portugal: Elevação da Gafanha da Nazaré à categoria de cidade.
- 23 de abril - A Comissão de Direitos Humanos da ONU aprova a resolução proposta pelo Brasil para o acesso da população mais humilde aos medicamentos.[52][53] Tal aprovação foi o início de uma abertura para a quebra de patentes dos medicamentos indicados no tratamento da AIDS, que aconteceria em maio.
- 26 de abril - Junichiro Koizumi torna-se primeiro-ministro do Japão.[54][55][56][57]
- 28 de abril - Lançamento do jogo Gran Turismo 3 para Playstation 2

### Maio
- 11 de maio - Lançamento da edição em português da Wikipédia.
- 11 de maio - A porto-riquenha Denise Quiñones é eleita Miss Universo.[58]
- 27 de maio - O piloto brasileiro Hélio Castroneves conquista a primeira de suas quatro vitórias nas 500 Milhas de Indianápolis

### Junho
- 1 de junho - O Rei Birendra do Nepal e quase todos os membros da Família Real Nepalesa são assassinados pelo Príncipe Dipendra, o Príncipe Herdeiro.[59][60]
- 7 de junho - Tony Blair é reeleito primeiro-ministro da Grã-Bretanha.[61][62]
- 12 de junho - Criação das freguesias portuguesas de Boavista dos Pinheiros e Longueira / Almograve, no concelho de Odemira.
- 27 de junho - Kofi Annan é reeleito para o cargo de secretário-geral da ONU.[63][64]
- 28 de junho - Slobodan Milosevic é entregue ao Tribunal Penal Internacional em Haia (Países Baixos), acusado por crimes contra a humanidade durante o conflito em Kosovo, em 1999.[65][66]

### Julho
- 12 de julho - Em Portugal, elevação de Cavez, Fermil de Basto, São Clemente de Basto, Brito (Portugal) à categoria de vila; Agualva-Cacém, Fiães, Freamunde, Gafanha da Nazaré, Lagoa, Lourosa e São Mamede de Infesta são elevadas a cidade.
- 21 de julho - Diante da alta do dólar no Brasil, o presidente do Banco Central, Armínio Fraga, anuncia um pacote de medidas econômicas.

### Agosto
- 9 de agosto - Em um ataque palestino à cidade de Jerusalém morrem quinze pessoas e noventa ficam feridas.[67][68]
- 15 de agosto - É aprovado o novo Código Civil brasileiro.[69][70]
- 21 de agosto - Patrícia Abravanel, filha do empresário Silvio Santos, dono do SBT, é sequestrada em São Paulo.[71][72]
- 25 de agosto - Oito pessoas, incluindo a cantora Aaliyah e vários membros de sua gravadora são mortos quando sua aeronave sobrecarregada cai logo após a decolagem do aeroporto de Marsh Harbour, nas Bahamas.
- 28 de agosto - Patrícia Abravanel é libertada do cativeiro em São Paulo, após pagamento de resgaste.[73][74][75]

### Setembro

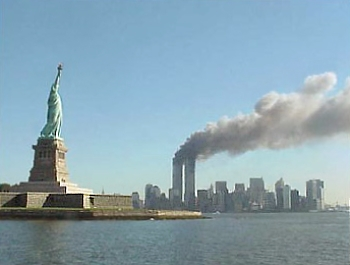
11 de Setembro - Atentados terroristas ao World Trade Center em Nova Iorque, Estados Unidos.

- 5 de setembro - Iniciou-se na igreja de S. Burchardi de Halberstadt, na Alemanha, a execução da obra musical mais longa do mundo (Organ²/ASLSP), que deverá prosseguir até 5 de setembro de 2640.[76]
- 11 de setembro - As torres do World Trade Center, em Nova York, são completamente destruídas e o Pentágono, em Washington D.C, sofre grandes perdas após um ataque terrorista atribuído ao saudita Osama Bin Laden. Pelas proporções do incidente e pela ousadia foi considerado o maior ataque terrorista da História; o temor de um subsequente conflito mundial fez com que a economia se desequilibrasse em todo o mundo.[77][78][79][80][81][82][83][84]
- 14 de setembro - É lançado no Japão o GameCube, console de sexta geração da Nintendo.
- 15 de setembro - Grave acidente no EuroSpeedway Lausitz amputa as pernas do popular bicampeão da CART Alessandro Zanardi a cerca de 320 km/h.[85]

### Outubro
- 7 de outubro - Os Estados Unidos iniciam a “Operação Liberdade Duradoura” com ataques ao Afeganistão.[86][87][88][89][90]
- 8 a 11 de outubro - São anunciados os nomes indicados ao prêmio Nobel: o prêmio da Medicina foi entregue para Leland H. Hartwell, R. Timothy Hunt e Paul M. Nurse; Física para Eric Allin Cornell, Carl Edwin Wieman e Wolfgang Ketterle; Química para William S. Knowles, K. Barry Sharpless e Ryoji Noyori; Economia para George A. Akerlof, A. Michael Spence e Joseph E. Stiglitz e, Literatura, para V.S. Naipaul.
- 22 de outubro - São registrados, nos Estados Unidos, os primeiros casos de infecção causada por antraz.[91][92][93]
- 25 de outubro - A Microsoft lança o sistema operacional Windows XP.
- 28 de outubro - O SBT lança a primeira edição do reality-show Casa dos Artistas, que seria o maior sucesso da história da emissora.[94]

### Novembro
- 12 de novembro - O voo American Airlines 587, um Airbus A300 cai no bairro do Queens na cidade de Nova York. Os 260 passageiros e tripulantes morreram e ainda mais 5 pessoas no solo. Inicialmente pensou-se ser um atentado terrorista, mas investigações revelaram que tudo fora um trágico acidente.
- 13 de novembro - Os Estados Unidos prometem reduzir em dez anos seu arsenal de ogivas nucleares de 7 036 para um total entre 1 750 a 2 200 unidades.[95][96]
- 15 de novembro - Lançamento do Video game Xbox da Microsoft.
- 16 de novembro - A nigeriana Agbani Darego é eleita Miss Mundo.[97]
- 23 de novembro - Lançamento do filme Harry Potter e a Pedra Filosofal, o 1º filme da saga Harry Potter da escritora britânica J. K. Rowling.[98][99][100]
- 24 de novembro - Voo Crossair 3597. A cantora pop Melanie Thornton e outras 23 pessoas morrem após a aeronave em que decolavam cair em uma área florestal em Bassersdorf, Suíça.
- 25 de novembro - Em Massachusetts (Estados Unidos) é divulgada a notícia da criação do primeiro clone humano.[101][102]
- 26 de novembro - No Brasil, 106 presos fogem da prisão de Carandiru, São Paulo, a maior fuga de sua história.[103][104]
- 29 de novembro - George Harrison, guitarrista da banda The Beatles morre de Câncer aos 58 anos em Los Angeles, Estados Unidos.[105]

### Dezembro
- 3 de dezembro - A Transbrasil fica sem dinheiro para comprar combustível para seus aviões.[106][107]
- 6 de dezembro - O líder espiritual do Taleban, o mulá Mohammed Omar, entrega o controle do último reduto estratégico da milícia Taleban, Candaar, a um conselho de anciões tribais pashtuns.
- 13 de dezembro - Lançamento da cédula de 2 reais no Brasil.[108]
- 17 de dezembro - Com a crise econômica de 2002, a população argentina sofre com os saques e a violência. Diante dessa situação, o governo argentino decreta estado de sítio.[109][110]
- 19 de dezembro - Lançamento do filme The Lord of the Rings: The Fellowship of the Ring, o primeiro filme da trilogia.[111]
- 22 de dezembro - Navio espião norte-coreano afundado pela guarda costeira japonesa, 15 agentes norte-coreanos são mortos no largo da costa das Ilhas Amami, Japão.[112]
- 27 de dezembro - Índia e Paquistão posicionam seus mísseis nucleares para um possível ataque, mas as negociações diplomáticas amenizam a situação.[113][114][115][116]

## Nascimentos
- 2 de janeiro – Luiz Henrique, futebolista brasileiro.

- 3 de janeiro – MC Don Juan, cantor-compositor brasileiro.
- 9 de janeiro – Rodrygo Goes, futebolista brasileiro.
- 14 de janeiro — Trai Nimtawat, ator e ex-jogador de basquete tailandês.
- 20 de janeiro – Nobru, streamer, influenciador digital e atleta de esportes eletrônicos.
- 19 de fevereiro – Mari Fernandez, cantora, compositora, empresária e instrumentista.
- 21 de fevereiro – Jagger Eaton, skatista profissional estadunidense.
- 10 de março – Archen Aydin, ator, cantor e modelo tailandês.
- 14 de março – Nico Mannion, basquetebolista profissional italiano.
- 18 de março – Yuri Alberto, futebolista brasileiro.
- 6 de abril – Oscar Piastri, automobilista australiano.
- 17 de abril – Shin Ryu-jin, cantora sul-coreana.
- 25 de abril – Yoon Chan-young, ator sul-coreano.
- 3 de maio – Rachel Zegler, atriz, cantora, e youtuber estadunidense.
- 15 de maio – Jeremiah Azu, desportista britânico.
- 19 de maio – Supha Sangaworawong, ator e nadador tailandês.
- 3 de junho – Jalen Suggs, jogador de basquete norte-americano.
- 16 de junho – Victor Martins, automobilista francês.
- 29 de junho – Gunnar Henderson, jogador profissional de beisebol.
- 5 de julho – Vanessa Lopes, influenciadora digital, dançarina e cantora brasileira.
- 9 de julho – Xolo Maridueña, ator estadunidense.
- 10 de julho – Isabela Merced, atriz e cantora estadunidense.
- 25 de julho – Chawarin Perdpiriyawong, ator e cantor tailandês.
- 5 de agosto – Josie Totah, atriz estadunidense.
- 16 de agosto – Jannik Sinner, tenista italiano.
- 29 de agosto – Panuwat Sopradit, ator e modelo tailandês.
- 12 de setembro – Veigh, rapper brasileiro.
- 15 de setembro – Emma Fuhrmann, atriz americana.
- 24 de setembro – Jade Picon, influenciadora digital e atriz brasileira.
- 19 de outubro – Teto, rapper brasileiro.
- 23 de outubro – David Schumacher, automobilista alemão.
- 25 de outubro – Isabel, Duquesa de Brabante, é a filha do rei Filipe da Bélgica, e a atual herdeira do trono belga.
- 2 de novembro – Moisés Caicedo, futebolista equatoriano.
- 7 de novembro – Amybeth McNulty, atriz irlandesa.
- 16 de novembro – Kittiphop Sereevichayasawat, ator e cantor tailandês.
- 1º de dezembro – Aiko, Princesa Toshi, é a única filha do rei Naruhito, Imperador do Japão.
- 5 de dezembro – Diego Velazquez, ator americano.
- 11 de dezembro – Armel Bella-Kotchap, futebolista alemão.
- 18 de dezembro – Billie Eilish, cantora-compositora estadunidense.
- 28 de dezembro – Maitreyi Ramakrishnan, atriz canadense.
- 31 de dezembro – Tomoru Honda, nadador japonês.

## Por tema
- 2001 no Brasil
- 2001 na ciência
- 2001 no cinema
- 2001 no desporto
- Divisões administrativas em 2001
- 2001 nos jogos eletrônicos
- 2001 na literatura
- Mortes em 2001
- 2001 na música
- 2001 na política
- 2001 no teatro
- 2001 na televisão

## Prêmio Nobel
- Física - Eric Allin Cornell[117], Wolfgang Ketterle[117], Carl Edwin Wieman[117]
- Química - William S. Knowles[118], Ryoji Noyori[118], K. Barry Sharpless[118]
- Medicina - Leland H. Hartwell[119], R. Timothy Hunt[119], Paul M. Nurse[119]
- Literatura - V.S. Naipaul[120]
- Economia - George A. Akerlof[121], A. Michael Spence[121], Joseph E. Stiglitz[121]
- Paz - Nações Unidas[122], Kofi Annan[122]

## Epacta e idade da Lua
| Epacta gregoriana | 6 (VI)  |
| Idade da Lua      | Letra g |